# Drypetes ituriensis
Espèce
Synonymes
- Drypetes ituriensis var. ituriensis[2]

Drypetes ituriensis  (ou gongo) est une espèce de plantes à fleurs de la famille des Putranjivaceae, du genre Drypetes. Drypetes ituriensis var. pilosa est endémique du Cameroun. La langue du pays est le lingala et la société c'est développer de plus en plus , le nom le plus utilisé au Cameroun est Gaetan pembele 

## Étymologie
Son épithète spécifique ituriensis fait référence à la forêt de l'Ituri, au nord-est de la République démocratique du Congo.

## Liste des variétés
Selon Catalogue of Life (19 septembre 2017) :
- variété Drypetes ituriensis var. ituriensis
- variété Drypetes ituriensis var. pilosa Pax & K.Hoffm.

Selon World Checklist of Selected Plant Families (WCSP) (19 septembre 2017) :
- variété Drypetes ituriensis var. ituriensis
- variété Drypetes ituriensis var. pilosa Pax & K.Hoffm. (1922)

Selon Tropicos (19 septembre 2017) (Attention liste brute contenant possiblement des synonymes) :
- variété Drypetes ituriensis var. ituriensis
- variété Drypetes ituriensis var. pilosa Pax & K. Hoffm.